# Sid Bream
Pour les articles homonymes, voir Bream.
Sidney Eugene Bream (né le 3 août 1960 à Carlisle, Pennsylvanie, États-Unis) est un joueur de premier but au baseball qui joue dans les Ligues majeures de 1983 à 1994, notamment pour les Pirates de Pittsburgh et les Braves d'Atlanta.

## Carrière de joueur

### Dodgers de Los Angeles
Joueur à la Liberty University à Lynchburg en Virginie, Sid Bream est un choix de deuxième ronde des Dodgers de Los Angeles en 1981.
Le joueur de premier but amorce sa carrière dans les majeures avec les Dodgers, disputant son premier match le 1er septembre 1983. Son passage en Californie et bref et sans histoire; il y joue une soixantaine de parties étalées sur trois saisons avant de faire partie d'une transaction entre les Dodgers et les Pirates de Pittsburgh le 9 septembre 1985. Il est un des joueurs que Los Angeles cèdent aux Pirates en retour du quadruple champion frappeur Bill Madlock.

### Pirates de Pittsburgh
Peu connu jusque-là pour ses talents en offensive, Bream s'impose rapidement chez les Pirates. En 1986, il cogne 16 coups de circuit et totalise 77 points produits, deux sommets en carrière. En 1987, il maintient une moyenne au bâton de ,275, produit 65 points et il affiche son plus haut total de coups sûrs en une année, soit 142, deux de plus que la saison précédente. En 1988, il compte également 65 points produits.
Après avoir vu très peu d'action en 1989 en raison de blessures, il enchaîne en 1990 avec une saison de 15 circuits et 67 points produits où il frappe pour ,270 avec l'équipe championne de la division Est de la Ligue nationale.
Il frappe quatre coups sûrs en huit présences au bâton, pour une moyenne de ,500 avec un circuit et trois points produits en quatre parties dans la Série de championnat 1990 entre Pittsburgh et Cincinnati, mais les Pirates subissent l'élimination.

### Braves d'Atlanta
Devenu agent libre après la saison 1990, Bream se joint aux Braves d'Atlanta. Ces derniers passent de la dernière à la première position dans la division Ouest de la Ligue nationale et remportent le championnat de section. Bream se retrouve donc une fois de plus en Série de championnat, cette fois contre son ancienne équipe, les Pirates. Il frappe un circuit et produit trois points en première ronde contre Pittsburgh, mais ne frappe que pour ,125 à sa première Série mondiale, où Atlanta perd en sept parties contre Minnesota.

#### Série de championnat 1992
En 1992, la Série de championnat oppose à nouveau Atlanta et Pittsburgh. L'affrontement se rend à la limite de sept parties, et les favoris, les Pirates, sont sur le point d'atteindre leur première série finale depuis 1979 lorsque les Braves effectuent une ultime remontée en fin de neuvième manche contre le stoppeur Stan Belinda. Contre ce dernier, Francisco Cabrera, d'Atlanta, frappe un coup sûr qui permet aux Braves de créer l'égalité. Et sur le jeu, Bream, reconnu comme un coureur très lent, part du deuxième but pour venir marquer. Sa glissade au marbre devance le relais du voltigeur des Pirates Barry Bonds et évite de justesse le gant du receveur Mike LaValliere, complétant l'une des plus spectaculaires remontées de l'histoire des séries éliminatoires de baseball. Atlanta remporte le match, la série et passe une fois de plus en Série mondiale. Cependant, ils perdent une fois de plus, s'inclinant devant les Blue Jays de Toronto.

### Astros de Houston
Après une dernière saison en 1993 avec Atlanta, Bream se joint aux Astros de Houston après être redevenu agent libre. Il dispute une dernière saison dans les majeures, écourtée par la grève des joueurs en 1994.

### Palmarès
Sid Bream joue 1088 matchs pour Los Angeles, Pittsburgh, Atlanta et Houston. Sa moyenne au bâton en carrière est de ,264 avec 819 coups sûrs, 90 coups de circuit, 455 points produits et 351 points marqués.
Il a maintenu une moyenne au bâton de ,250 aec 20 coups sûrs, trois circuits, huit points produits et neuf points marqués en 28 parties de séries éliminatoires, auxquelles il a participé chaque automne de 1990 à 1993.

## Vie personnelle
Son fils Tyler Bream, un joueur de troisième but qui, comme son père, joue à la Liberty University, est drafté au 42e tour de sélection par les Diamondbacks de l'Arizona en juin 2011.

## Carrière d'entraîneur
Bream est pendant quelques saisons l'entraîneur des frappeurs des State College Spikes, une équipe de ligue mineure de la New York - Penn League affiliée aux Pirates de Pittsburgh.